# Калєшин Ігор Вікторович
Ігор Вікторович Калєшин (нар. 3 жовтня 1952, Майкоп, РРФСР) — радянський футболіст та російський тренер, виступав на позиціях півзахисника та нападника. 

## Кар'єра гравця
Народився в Майкопі, дорослу футбольну кар'єру розпочав 1975 році в клубі Другої союзної ліги «Дружба» з рідного Майкопу. В команді відіграв чотири сезони. Потім грав за грозненський «Терек». У 1976 році призваний на військову службу, яку проходив у київському СКА. Разом з київськими армійцями виграв кубок України та дійшов до чвертьфіналу кубку СРСР, де СКА поступився московському «Торпедо». З 1977 по 1978 рік виступав за «Дружбу» (Майкоп) та «Терек» (Грозний). У 1979 році приєднався до «Кубані», яка виступала в Першій лізі СРСР. За підсумками сезону допоміг команді потрапити у Вищу лігу. У Першій групі дебютував 1 березня 1980 року в програному (1:2) виїзному поєдинку 1-о туру проти харківського «Металіста». Ігор вийшов на поле в стартовому складі та відіграв увесь матч. Дебютним голом у «вишці» відзначився 13 серпня 1980 року на 87й хвилині програного (1:2) виїзного поєдинку 18-о туру проти аматинського «Кайрату». Калєшин вийшов на поле на 46-й хвилині, замінивши Олександра Чугунова. В еліті радянського футболу виступав три сезони (113 матчів, 15 голів), а після вильоту «Кубані» з Вищої ліги ще 3 сезони відіграв у Першій лізі (114 матчів, 24 голи). Виступи у командах майстрів завершив у 1985 році, після цього виступав на аматорському рівні.

## Кар'єра тренера
Ще виступаючи на аматорському рівні розпочав тренерську діяльність. Спочатку працював тренером у краснодарському ЦСПФ. З 1998 по 1993 рік працював на тренерських посадах у «Кубані» (в тому числі й головним тренером). У 1997 році тренував дублюючий склад «Кубані», а в 1999 році — аматорський ФК «Краснодар». З вересня й до кінця 2002 року знову допомагав тренувати «Кубань».

## Особисте життя
Два сина, Віталій та Євген, також професіональні футболісти.